# Guy Gedda
Guy Gedda (nacido el 22 de octubre de 1932 en Marsella) es un chef y restaurador gourmet francés. Reconocido por su especialización en la gastronomía provenzal, apodado como le Pape de la cuisine provençale («el Papa de la cocina provenzal») o le Pagnol de la cuisine provençale («Pagnol de la cocina provenzal»), es autor gastronómico de muchos libros de cocina provenzales de referencia.

## Biografía
Guy Gedda nació en 1932 en el cabo Janet del Gran Puerto de Marsella, al norte del Puerto Viejo de Marsella, en una modesta familia marsellesa. Estudió en el barrio de La Calade, y mientras aprendía de cocina con sus abuelos en su restaurante de La Cabucelle.
Se perfeccionó en pastelería en el Hôtel de Noailles de Marsella, antes de abrir su restaurante gourmet La Terrasse, en Bormes-les-Mimosas (Provenza-Alpes-Costa Azul), con su familia. Posteriormente abriría otros dos restaurantes, La Tonnelle des délices y Jardin de Perlefleur.
Inspirado, entre otros, por los miles de recetas de las obras de referencia del famoso chef provenzal Auguste Escoffier (1846-1935) es autor de muchas obras culinarias de referencia de la cocina provenzal.